# Klein (kráter)

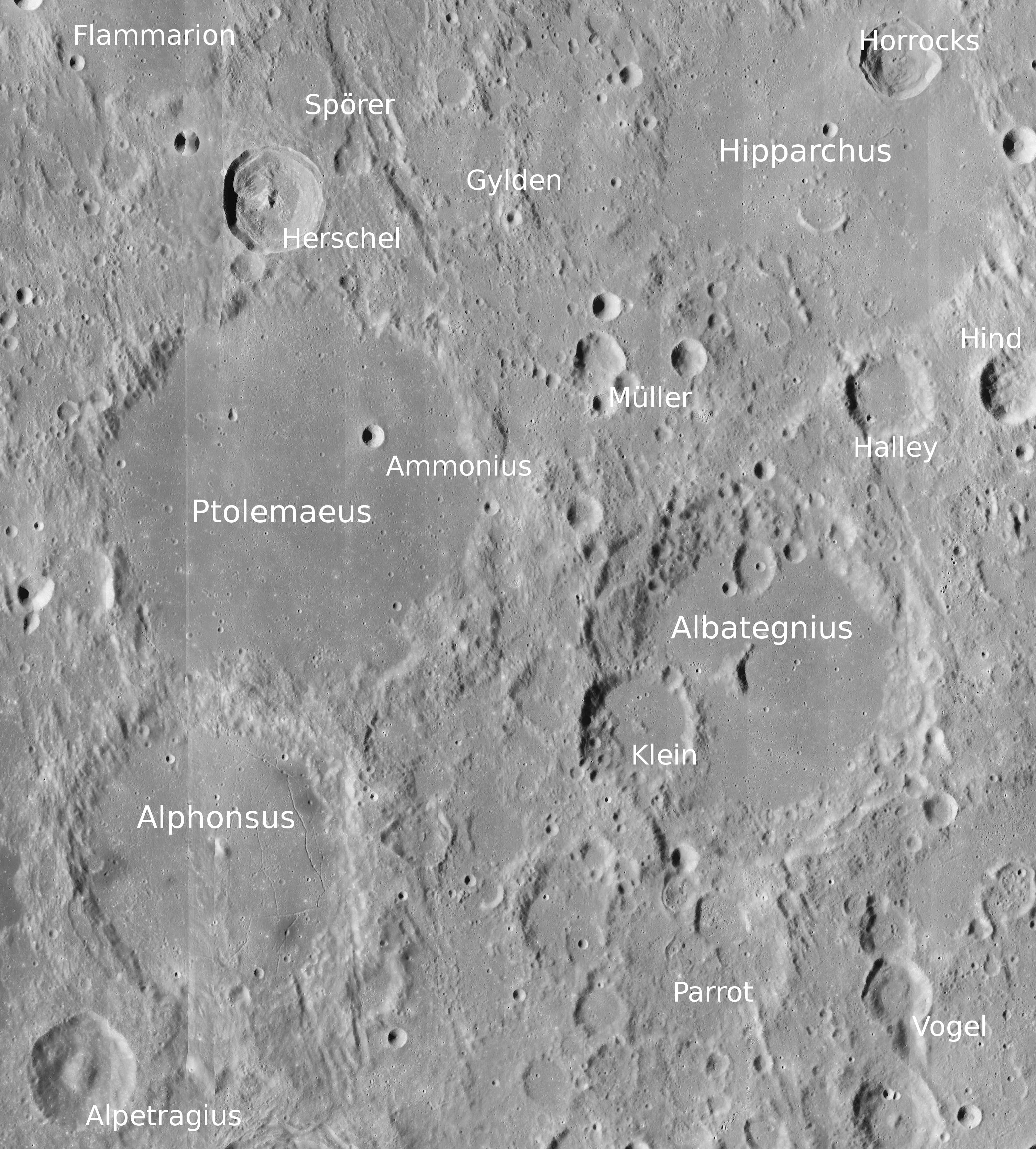
Poloha kráteru Klein.

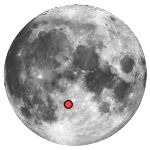
Poloha kráteru Klein na přivrácené straně Měsíce.

Klein je impaktní kráter nacházející se blízko nultého poledníku na přivrácené straně Měsíce. Má průměr 44 km. Narušuje jihozápadní okrajový val rozlehlého kráteru Albategnius a naopak jeho severovýchodní okraj je poznamenán dopadem meteoritu, který vytvořil malý kráter v současnosti pojmenovaný Klein A. Dno je vyplněno zatuhlou lávou a nachází se na něm malý centrální pahorek.
Západo-severozápadně leží rozlehlá valová rovina Ptolemaeus, západo-jihozápadně kráter Alphonsus. Jižně lze nalézt silně rozrušený kráter Parrot.

## Název
Pojmenován je podle německého astronoma a selenografa Hermanna Josepha Kleina.

## Satelitní krátery
V okolí se nachází několik dalších kráterů. Ty byly označeny podle zavedených zvyklostí jménem hlavního kráteru a velkým písmenem abecedy.
| Klein | Sel. šířka | Sel. délka | Průměr |
| ----- | ---------- | ---------- | ------ |
| A     | 11.4° J    | 3.0° V     | 9 km   |
| B     | 12.5° J    | 1.8° V     | 6 km   |
| C     | 12.5° J    | 2.6° V     | 6 km   |